# Phimodera lapponica
Phimodera lapponica – gatunek pluskwiaka z podrzędu różnoskrzydłych i rodziny żółwinkowatych. Zamieszkuje północną i środkową część Europy oraz Syberię.

## Taksonomia
Gatunek ten opisany został po raz pierwszy w 1828 roku przez Johana Wilhelma Zetterstedta pod nazwą Tetyra lapponica. Jako lokalizację typową wskazano Juckasjärvi w szwedzkiej Laponii.

## Morfologia
Pluskwiak o krótkim i stosunkowo szerokim ciele długości od 7 do 9 mm. Ubarwienie ma zmienne; zwykle jest niemal jednolicie szare do czarnego, często z odcieniem czerwonawym, ale niepunktowane części ciała bywają rozjaśnione żółtobiało lub kremowo. W przeciwieństwie do innych środkowoeuropejskich kalniszek nie występuje jednak u niego wyraźny jasno-ciemny rysunek. Oskórek pokryty jest gęstym punktowaniem oraz słabo zaznaczonym, krótkim, szarym owłosieniem. Głowa ma obrys czworokątny z silnie wystającymi ku bokom, umieszczonymi na szypułkach, małymi oczami złożonymi. Szerokość oka złożonego jest mniejsza niż odległość między nim a przyoczkiem oraz od 6 do 7 razy mniejsza niż odległość między nim a drugim okiem złożonym. Policzki zwykle są krótsze od nadustka, który to wyraźnie wznosi się ponad ich poziom. Przedplecze ma brzegi tylno-boczne bardzo słabo, niemal niewidocznie wcięte, a czasem nawet prost lub słabo wypukłe. Brak jest w zagłowowej części przedplecza wyraźnego kołnierza. Tarczka zakrywa niemal cały odwłok i ma u nasady parę wgłębień o większych niż u innych kalniszek rozmiarach. Listewki brzeżne odwłoka mają w tylno-bocznych narożach segmentów małe i niemal od góry niewidoczne guzki.

## Ekologia i występowanie
Owad borealno-górski, zamieszkujący stanowiska suche. Pędzi skryty tryb życia. Bytuje pod płatami mącznicy lekarskiej i chrobotka reniferowego. Żeruje na korzeniach i opadłych na glebę nasionach. Osobniki aktywne spotyka się od połowy maja do sierpnia lub września. 
Gatunek palearktyczny, znany ze Szwajcarii, Norwegii, Szwecji, Finlandii, Polski, północy europejskiej części Rosji i wschodniej części Syberii. W Polsce znany jest z pojedynczego, reliktowego stanowiska na Równinie Biłgorajskiej. Jako jedyny żółwinkowaty umieszczony został na „Czerwonej liście zwierząt ginących i zagrożonych w Polsce”. Otrzymał tam status gatunku najmniejszej troski. W Szwajcarii również znany jest z pojedynczego stanowiska w Alpach, w kantonie Valais, gdzie odnaleziono go dopiero w XXI wieku.